# زوتیک
زوتیک حزبی سیاسی در استان باسک اسپانیاست. این حزب در 1991 از طریق ادغام جنبش کمونیست اسکادی و یک حزب دیگر ایجاد شد. در درون زوتیک جریانی هست که طرفدار دبیرخانهٔ متحد انترناسیونال چهارم است.
اعضای Zutik یک بار در لیست های انتخاباتی Euskal Herritarrok (EH) شرکت کردند، اما در انتخابات عمومی اسپانیا در سال 2004، Zutik به همراه آرالار یک پلتفرم انتخاباتی گذاشت. هر دو مخالف خشونت ETA بودند.